# Forderungsabrechnung
Die Forderungsabrechnung ist das Verfahren zur Verrechnung von Teilzahlungen auf eine Forderung, die sich aus mehreren Beträgen zusammensetzt.
Wenn sich der Schuldner mit der Zahlung einer Geldforderung in Verzug befindet, kann der Gläubiger gemäß § 280 BGB Schadenersatz (Mahnkosten) und gemäß § 288 BGB Verzugszinsen geltend machen. Die Gesamtforderung besteht somit aus der Hauptforderung, aus Kosten und aus Zinsen.
Leistet der Schuldner einen Teilbetrag, etwa im Rahmen einer Ratenvereinbarung, ist dieser wie folgt auf die Teilpositionen zu verrechnen:
1. Liegt der Forderung ein Verbraucherdarlehensvertrag zu Grunde, so werden mit der Teilzahlung gemäß § 497 BGB zuerst die Kosten beglichen. Mit einem eventuell übersteigenden Betrag wird dann die Hauptforderung getilgt. Übersteigt die Teilzahlung Kosten und Hauptforderung, so wird der verbleibende Betrag auf die Zinsen verrechnet. Diese Regelung bezeichnet man auch als Verrechnungsreihenfolge „Kosten-Hauptforderung-Zinsen“.
2. Bei allen anderen zivilrechtlichen Forderungen darf der Schuldner die Verrechnungsreihenfolge bestimmen. Zahlt er einen Betrag, der der Höhe der Hauptforderung entspricht, so ist davon auszugehen, dass er eine Verrechnung des Betrages auf die Hauptforderung wünscht. Allerdings kann der Gläubiger die Leistung ablehnen.
3. Unterlässt es der Schuldner, die Anrechnung zu bestimmen, wird die Teilzahlung gemäß § 367 BGB zunächst auf die Kosten, dann auf die Zinsen und zuletzt auf die Hauptforderung verrechnet (Verrechnungsreihenfolge „Kosten-Zinsen-Hauptforderung“).
4. Teilleistungen auf Geldbußen werden gemäß § 94 OWiG zuerst auf die Geldbuße, dann auf Nebenfolgen und schließlich auf die Verfahrenskosten verrechnet.

Die Verrechnungsreihenfolge „Kosten-Hauptforderung-Zinsen“ ist für den Schuldner günstiger als „Kosten-Zinsen-Hauptforderung“, da auf die Zinsen gemäß § 289 BGB keine Zinseszinsen berechnet werden dürfen. Auf die Hauptforderung fallen dagegen auch nach der Teilzahlung noch weitere Verzugszinsen an.
Bei Teilleistungen auf Geldbußen ist die Verrechnungsreihenfolge insofern relevant, als bei Nichtzahlung der Geldbuße Erzwingungshaft angeordnet werden kann. Wenn nur Nebenforderungen bzw. Verfahrenskosten offen sind, ist dies hingegen nicht möglich.